# Aurélie Muller
Aurélie Muller (Sarreguemines, 7 de junio de 1990) es una deportista francesa que compite en natación, en la modalidad de aguas abiertas.
Ganó siete medallas en el Campeonato Mundial de Natación entre los años 2011 y 2022, y dos medallas en el Campeonato Europeo de Natación, en los años 2016 y 2022.

## Palmarés internacional
| Campeonato Mundial | Campeonato Mundial      | Campeonato Mundial | Campeonato Mundial |
| Año                | Lugar                   | Medalla            | Prueba             |
| ------------------ | ----------------------- | ------------------ | ------------------ |
| 2011               | Shanghái (China)        | Medalla de plata   | 5 km               |
| 2015               | Kazán (Rusia)           | Medalla de oro     | 10 km              |
| 2017               | Budapest (Hungría)      | Medalla de oro     | 10 km              |
| 2017               | Budapest (Hungría)      | Medalla de oro     | Equipo mixto       |
| 2017               | Budapest (Hungría)      | Medalla de plata   | 5 km               |
| 2019               | Gwangju (Corea del Sur) | Medalla de plata   | 5 km               |
| 2022               | Budapest (Hungría)      | Medalla de plata   | 5 km               |
| Campeonato Europeo |                         |                    |                    |
| Año                | Lugar                   | Medalla            | Prueba             |
| 2016               | Hoorn (Países Bajos)    | Medalla de oro     | 10 km              |
| 2022               | Roma (Italia)           | Medalla de bronce  | Equipo mixto       |